# Paramesembrius
Paramesembrius är ett släkte av tvåvingar. Paramesembrius ingår i familjen blomflugor.
Kladogram enligt Catalogue of Life:
| Paramesembrius | \| \| Paramesembrius abdominalis \| \| \| \| \| \| Paramesembrius bellus \| \| \| \| |
|                | \| \| Paramesembrius abdominalis \| \| \| \| \| \| Paramesembrius bellus \| \| \| \| |
|                | Paramesembrius abdominalis                                                           |
|                |                                                                                      |
|                | Paramesembrius bellus                                                                |
|                |                                                                                      |